# Lady in the Lake (Miniserie)
Lady in the Lake ist eine auf dem gleichnamigen Kriminalroman von Laura Lippman basierende Miniserie von Alma Har'el. Die sieben Folgen umfassende Literaturverfilmung wurde im Sommer 2024 über Apple TV+ veröffentlicht.

## Handlung
Im Baltimore der 1960er Jahre gerät eine Journalistin, die an einem ungelösten Mord arbeitet, mit einer Frau aneinander, die die Agenda der schwarzen Gemeinde der Stadt vorantreiben will. Die Protagonistin verlässt ihren Ehemann und ihr großes Haus in Pikesville, um eine Karriere als Zeitungsreporterin zu verfolgen. Sie ist besessen davon, das Geheimnis zweier verschiedener Morde zu lüften: der der elfjährigen Tessie Durst und einer Barkeeperin namens Cleo Sherwood.

## Hintergrund und Produktion
Die Fernsehserie basiert auf dem gleichnamigen Roman, von Laura Lippman, die sich wiederum bei ihrem Roman von zwei realen Morden, die in ihrer Jugend geschahen, inspirieren ließ; der Entführung und Ermordung der 11-jährigen Esther Lebowitz, eines weißen jüdischen Mädchens, dessen Tod große Aufmerksamkeit in den Medien erregte und der der 33-jährigen Shirley Parker, einer Afroamerikanerin, die tot im Brunnen des Druid Hill Park Reservoirs gefunden wurde. und deren Tod nur in afroamerikanischen Zeitungen erwähnt wurde, insbesondere in der Baltimore Afro-American.
Im März 2021 hatte die Produktion der Miniserie ihre Genehmigung erhalten.
Die Dreharbeiten begannen im April 2022, gedreht wurde in Baltimore.

## Kritik
Das Lexikon des Internationalen Films vergab der Serie die Höchstwertung von fünf Sternen und beurteilte sie als eine „ästhetisch wie erzählerisch brillante Serie“ und als „[h]erausragend besetzt und mit großer aktueller Brisanz“.